# Куп Мађарске у фудбалу 2023/24.
 Куп Мађарске у фудбалу 2023/24. (мађ. 2023–2024-es magyar labdarúgókupa) је било 84. издање серије, на којој је екипа ФК Залаегерсега тријумфовала по први пут. Финале се одржало 15. маја 2024. у Пушкаш арени. Најдужи могући пут до финала би имале Жупанијске екипе које су се придружиле Купу после победе у аматерском купу, наравно то се није десило.
Залаегерсег је освојио прву титулу у купу у финалу прошлогодишње серије, пошто је у финалу савладао екипу Будафока са 2 : 0 после продужетака.
Серију је започело 160 тимова које су долазиле из НБ I (12 тимова), НБ II (18 тимова) и свих НБ III тимова које нису представиле тим у вишој или другој лиги. Поред 76 екипа из три највише дивизије, у серији су учествовале 82 екипе из окружних дивизија које су се најбоље показале на Жупанијском купу 2022/23.
Пакш је освојио куп 15. маја 2024. (њихова прва победа у Купу Мађарске), савладавши Ферецварош ТЦ у финалу са 2 : 0. Овом победом Пакш се квалификовао у квалификације за УЕФА Лига Европе за следећу сезону.

## Формат
Куп Мађарске се игра као по нокаут систему. Сва кола се играју као једнократне утакмице. Финале се традиционално одржава у Пушкаш арени, Будимпешта.

## Кола, датуми и број голова
| Коло                | Датум                           | Број клубова | Утакмица | Укупно голова | Просек голова | Ниво клубова                                   |
| ------------------- | ------------------------------- | ------------ | -------- | ------------- | ------------- | ---------------------------------------------- |
| Прво коло           | 5, 6 и 9. август 2023.          | 128 → 64     | 64       | 324           | 5.06          | НБ III 2023/24. и Локални тимови (МБ I, МБ II) |
| Друго коло          | 26 и 27. август 2023.           | 68 → 34      | 34       | 154           | 4,53          | нема нових                                     |
| Треће коло          | 16. и 17. септембар 2023.       | 64 → 32      | 32       | 105           | 1,64          | НБ I и НБ II 2023/24.                          |
| 1/16 (Четврто коло) | 31. октобар — 2. новембар 2023. | 32 → 16      | 16       | 54            | 3,38          | нема нових                                     |
| 1/8 (Пето коло)     | 27–29. фебруар 2024.            | 16 → 8       | 8        | 27            | 3,38          | нема нових                                     |
| 1/4 (Шесто коло)    | 2–4. април 2024.                | 8 → 4        | 4        | 17            | 3,37          | нема нових                                     |
| 1/2 (Седмо коло)    | 23. и 24. април 2024.           | 4 → 2        | 2        | 6             | 3,0           | нема нових                                     |
| Финале (Осмо коло)  | 15. мај 2024.                   | 2 → 1        | 1        | 2             | 2,0           | нема нових                                     |

### Прво коло
Тимови у нивоу 3 и ниже ушли су у први круг.
| НБ I (1) | НБ II (2) | НБ III (3) | МБ I (4) | МБ II (5) | Укупно    |
| -------- | --------- | ---------- | -------- | --------- | --------- |
| 12 / 12  | 18 / 18   | 42 / 42    | 80 / 80  | 14 / 14   | 166 / 166 |

### Други коло
У други круг такмичења је ушло 68 победника из првог кола.
| НБ I (1) | НБ II (2) | НБ III (3) | МБ I (4) | МБ II (5) | Укупно   |
| -------- | --------- | ---------- | -------- | --------- | -------- |
| 12 / 12  | 18 / 18   | 36 / 42    | 31 / 80  | 1 / 14    | 98 / 166 |

### Треће коло
У осмину финала ушло је 34 победника другог кола, 12 тимова из нивоа 1 и 18 тимова из нивоа 2.
| НБ I (1) | НБ II (2) | НБ III (3) | МБ I (4) | Укупно   |
| -------- | --------- | ---------- | -------- | -------- |
| 12 / 12  | 18 / 18   | 23 / 42    | 11 / 80  | 64 / 166 |

### Четврто коло
Победници треће рунде (1/16 финала) од 64 ушли су у осмину финала.
| НБ I (1) | НБ II (2) | НБ III (3) | МБ I (4) | Укупно   |
| -------- | --------- | ---------- | -------- | -------- |
| 10 / 12  | 13 / 18   | 7 / 42     | 2 / 80   | 32 / 166 |

### Пето коло
Победници четврте рунде (1/8 финала) од 32 ушли су у четвртфинале.
| НБ I (1) | НБ II (2) | НБ III (3) | МБ I (4) | укупно   |
| -------- | --------- | ---------- | -------- | -------- |
| 9 / 12   | 4 / 18    | 2 / 42     | 1 / 80   | 16 / 166 |

### Шесто коло
Осам победника 16 финала ушло је у четвртфинале.
| НБ I (1) | НБ II (2) | Укупно  |
| -------- | --------- | ------- |
| 6 / 12   | 2 / 18    | 8 / 166 |

### Седмо коло
Четири победника четвртфинала ушла су у полуфинале.
| НБ I (1) | НБ II (2) | Укупно  |
| -------- | --------- | ------- |
| 3 / 12   | 1 / 18    | 4 / 166 |

### Осмо коло
Два победника полуфинала ушла су у финале.
| НБ I (1) | Укупно  |
| -------- | ------- |
| 2 / 12   | 2 / 166 |

## Четвртфинале
Извор података:
| Тим #1            | Резултат         | Тим #2             |
| ----------------- | ---------------- | ------------------ |
| 2. април 2024.    |                  |                    |
| Кишварда (НБ I)   | 3 : 2            | МТК (НБ I)         |
| 3. април 2024.    |                  |                    |
| Вашаш Бп. (НБ II) | 2 : 5 (п. с. н.) | Пакш (НБ I)        |
| Диошђер (НБ I)    | 0 : 2            | Ференцварош (НБ I) |
| 4. април 2024.    |                  |                    |
| Њиређхаза (НБ II) | 2 : 1            | Кечкемет (НБ I)    |

## Полуфинале
Извор података:
| Тим #1            | Резултат | Тим #2             |
| ----------------- | -------- | ------------------ |
| 23. април 2024.   |          |                    |
| Пакш (НБ I)       | 2 : 1    | Кишварда (НБ I)    |
| 24. април 2024.   |          |                    |
| Њиређхаза (НБ II) | 1 : 2    | Ференцварош (НБ I) |

## Финале
| 15. мај 2024. |                 |                    |
| Пакш (НБ I)   | 2 : 0(п. с. н.) | Ференцварош (НБ I) |

| Пакш (1) | 2 : 0 (п. с. н.) | (1) Ференцварош                       |
| -------- | ---------------- | ------------------------------------- |
|          | Извештај         | Криштоф Пап 98’ · Жолт Харасти 120+2’ |

## Белешке
1. 1 2 3 4  Екипе Државног првенства I и Државног првенства II придружиле су се такмичењу у фази 64.